# ورزشگاه سنتناری
ورزشگاه سنتناری (به لاتین: Centenary Stadium) یک ورزشگاه است که در مالت واقع شده‌است.